# DHL Aero Expreso
DHL Aero Expreso S.A. is een Panamese vrachtluchtvaartmaatschappij. De maatschappij is volledig in handen van de DHL Group en voert vluchten uit voor DHL in Midden- en Zuid-Amerika. De maatschappij heeft haar hub op de Internationale luchthaven Tocumen.

## Geschiedenis
DHL Aero Expreso werd in februari 1996 opgericht en voerde haar eerste vlucht uit op 15 augustus 1996. Aanvankelijk voerde de maatschappij enkel chartervluchten uit, maar vanaf 7 november 1996 kwamen hier ook lijnvluchten bij. De maatschappij is sindsdien voor 51% in handen van Felix Picardi en de overige 49% is van moederbedrijf DHL.

## Vloot

### Huidige vloot
De vloot van DHL Aero Expreso bestaat uit de volgende toestellen (maart 2025):
| Type              | In dienst | Orders | Opmerkingen |
| ----------------- | --------- | ------ | ----------- |
| Boeing 757-200PCF | 4         | —      |             |
| Boeing 767-300BCF | 6         | —      |             |
| Totaal            | 10        | —      |             |

### Voormalige vloot

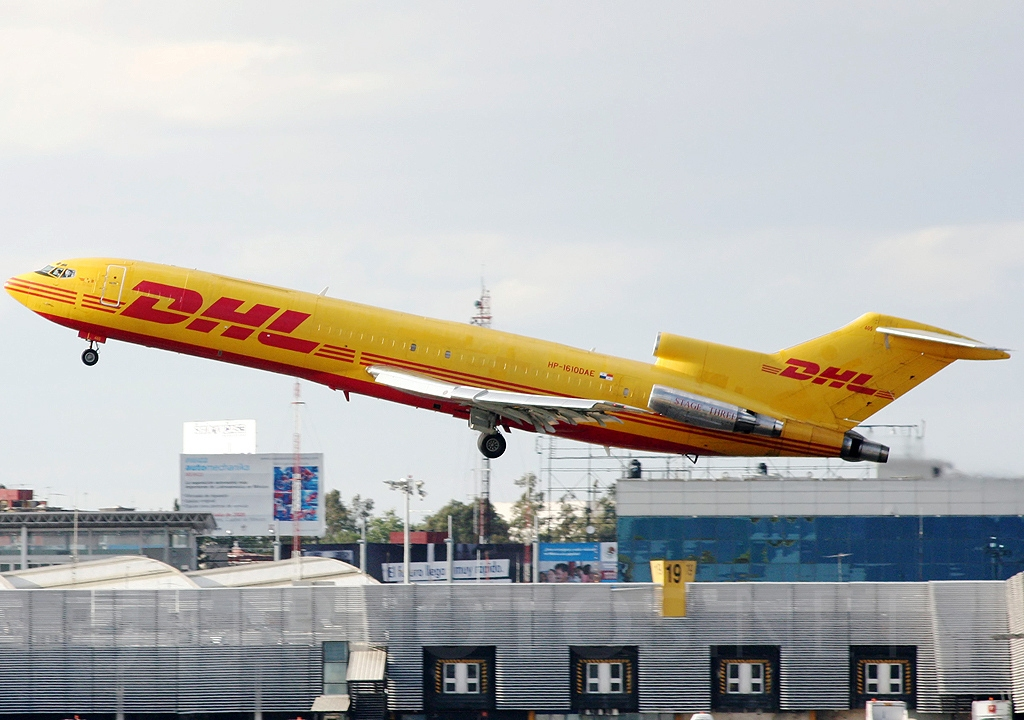
Een voormalige Boeing 727-200F

De vloot van DHL Aero Expreso bestond ook uit de volgende toestellen:
| Type              | Aantal | In dienst | Uitgefaseerd | Opmerkingen             |
| ----------------- | ------ | --------- | ------------ | ----------------------- |
| Boeing 727-200F   | 4      | 1996      | 2011         |                         |
| Boeing 737-400F   | 2      | 2018      | 2019         | HP-3110DAE & HP-3210DAE |
| Boeing 757-200PCF | 2      | 2010      | 2023         | HP-2010DAE & HP-2110DAE |
| Boeing 767-300BCF | 1      | 2021      | 2023         | HP-3410DAE              |

## Bestemmingen
DHL Aero Expreso vliegt op de volgende bestemmingen (maart 2025):
| Land               | Stad           | Luchthaven                                          | Opmerkingen |
| ------------------ | -------------- | --------------------------------------------------- | ----------- |
| Argentinië         | Buenos Aires   | Aeropuerto Internacional Ministro Pistarini         |             |
| Aruba              | Oranjestad     | Internationale luchthaven Koningin Beatrix          |             |
| Barbados           | Christ Church  | Grantley Adams International Airport                |             |
| Brazilië           | Campinas       | Aeroporto Internacional de Viracopos/Campinas       |             |
| Chili              | Santiago       | Aeropuerto Internacional Arturo Merino Benítez      |             |
| Colombia           | Bogotá         | Aeropuerto Internacional El Dorado                  |             |
| Costa Rica         | San José       | Internationale luchthaven Juan Santamaría           |             |
| Curaçao            | Willemstad     | Curaçao International Airport                       |             |
| El Salvador        | San Salvador   | Luchthaven El Salvador                              |             |
| Guatemala          | Guatemala-Stad | Internationale luchthaven La Aurora                 |             |
| Mexico             | Mexico-Stad    | Internationale luchthaven Generaal Felipe Ángeles   |             |
| Panama             | Panama-Stad    | Internationale luchthaven Tocumen                   | hub         |
| Trinidad en Tobago | Port of Spain  | Piarco International Airport                        |             |
| Venezuela          | Caracas        | Aeropuerto Internacional de Maiquetía Simón Bolívar |             |
| Verenigde Staten   | Miami          | Internationale Luchthaven Miami                     | basis       |

## Incidenten en ongevallen
- Op 7 april 2022 maakte een Boeing 757-200PCF (registratie HP-2010DAE) van DHL Aero Expreso een noodlanding op de Internationale luchthaven Juan Santamaría.[5] Het toestel voerde een vlucht uit voor DHL de Guatemala als DHL de Guatemala-vlucht 7216 (en) en kreeg hydraulische problemen en brak na de landing in twee delen.[6][7] Het vliegtuig werd afgeschreven, maar er raakte niemand gewond.[8] De luchthaven was wel enkele uren gesloten.[9]